# Crodo
Crodo (Crö in dialetto ossolano; z'Krot  o Kro in walser formazzino) è un comune italiano di 1 422 abitanti della provincia del Verbano-Cusio-Ossola in Piemonte.
È il principale centro abitato della Valle Antigorio e si trova circa 16 km a nord di Domodossola.

## Storia

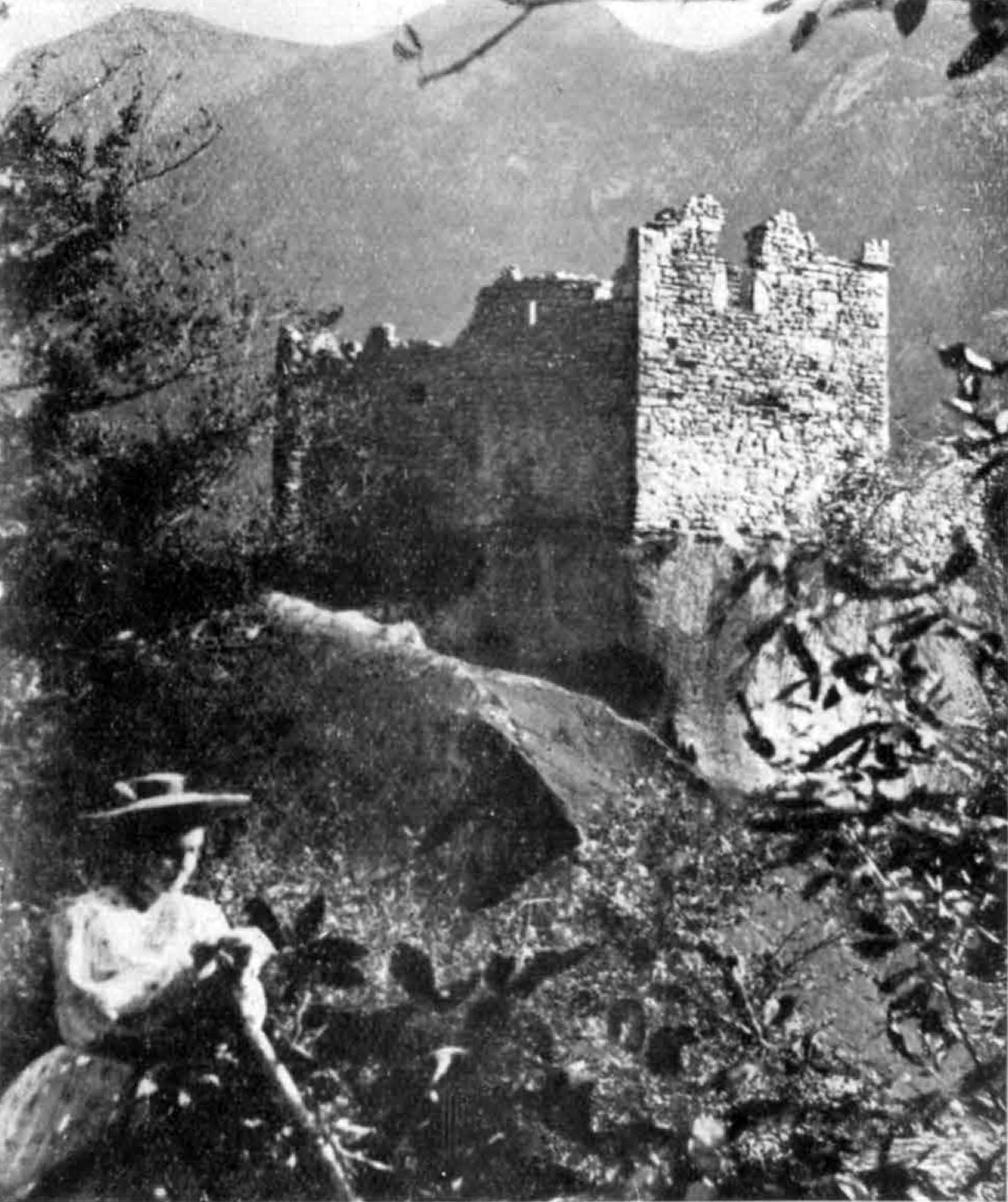
Casaforte di Rencio (foto di Carlo Nigra)

Le tracce dell'uomo più remote in questa zona risalgono alla preistoria (ritrovamento di un'accetta di bronzo risalente al 1500 a.C.).
Si suppone che i primi abitanti di Crodo siano stati i Leponzi.
Un'altra testimonianza antichissima è il "muro del Diavolo", imponente struttura megalitica (che si presume servisse a funzioni sacre e sociali) a forma di un gigantesco muraglione che cinge sui tre lati un ampio terrazzamento orientato secondo i punti cardinali.
Nel 1200 si consolida il potere dei nobili De Rodis, feudatari per conto dell'imperatore Ottone IV, i quali favorirono l'insediamento della comunità dei Walser.
Nel 1380 Crodo e l'intera Ossola sono sottoposte ai Visconti, che concessero però alla zona una speciale autonomia. I Visconti fecero costruire delle torri di segnalazioni (alcune ancora oggi visibili) contro gli Svizzeri. I segnali trasmessi di torre in torre dall'alta Val Formazza giungevano a Milano in pochissimo tempo.
Secondo la leggenda, in quegli anni a Cravegna (oggi frazione di Crodo) avvenne un fatto prodigioso: la Madonna della chiesa effuse lacrime.
Alla fine del XIV secolo Crodo fu colpita dalla peste.
È di questa epoca la stesura degli Statuti di Crodo con i quali si regolava il modo di vivere della popolazione.
Nel 1928 al comune vengono aggregati gli ex comuni di Cravegna, Mozzio e Viceno.
Durante la seconda guerra mondiale a Crodo si sono svolti alcuni dei fatti storici inerenti alla Repubblica dell'Ossola.

### Simboli
Lo stemma è stato riconosciuto con decreto del capo del governo del 22 giugno 1928 e si può blasonare: di rosso, alla croce accantonata nel 1º e nel 4º da un giglio e nel 2º e nel 3º da una stella di 6 raggi, il tutto d'argento.
Il gonfalone, concesso con D.P.R. del 23 giugno 1983, è un drappo partito di bianco e di rosso.

## Monumenti e luoghi d'interesse

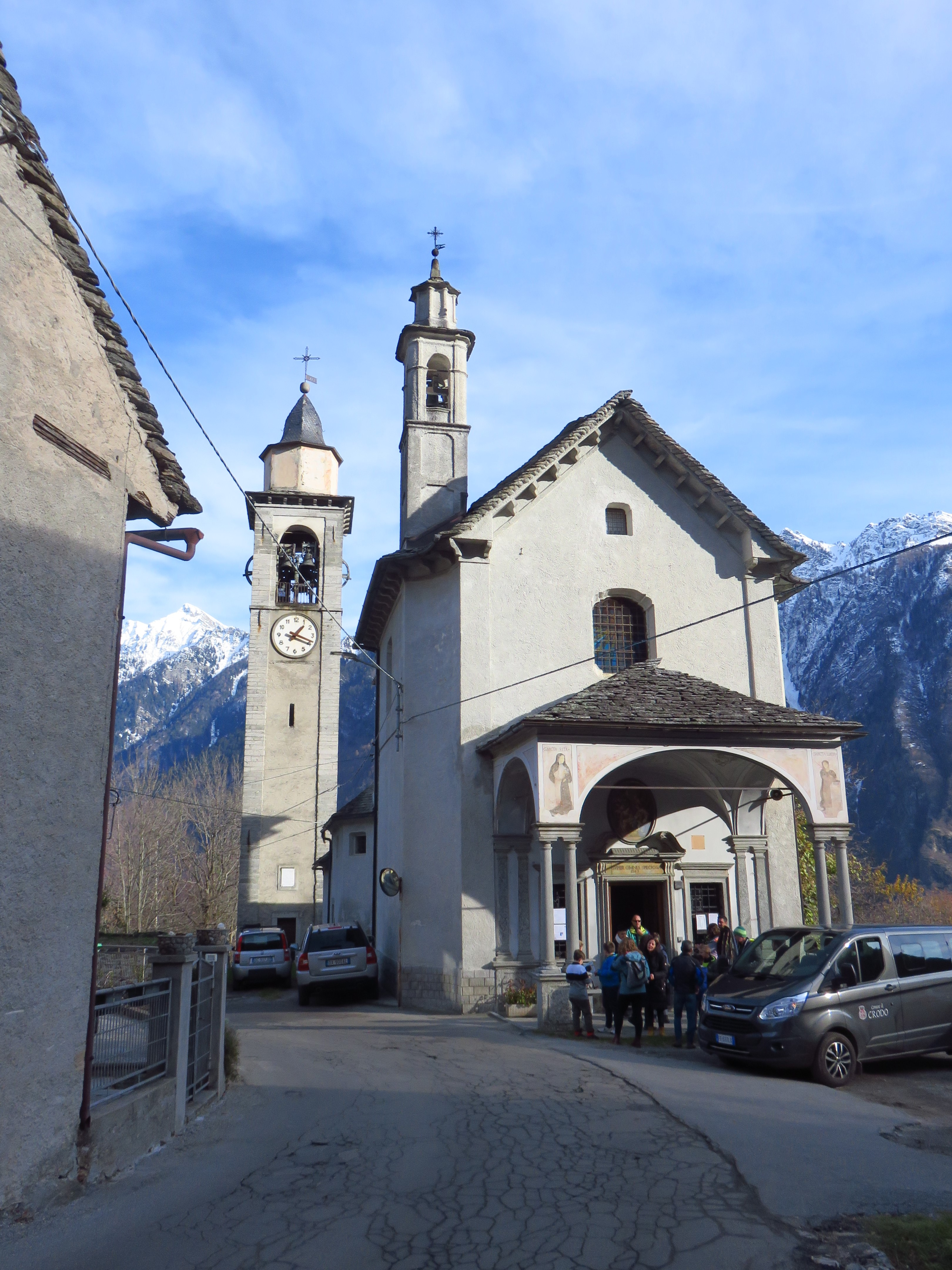
Il Santuario della Madonna della Vita a Smeglio

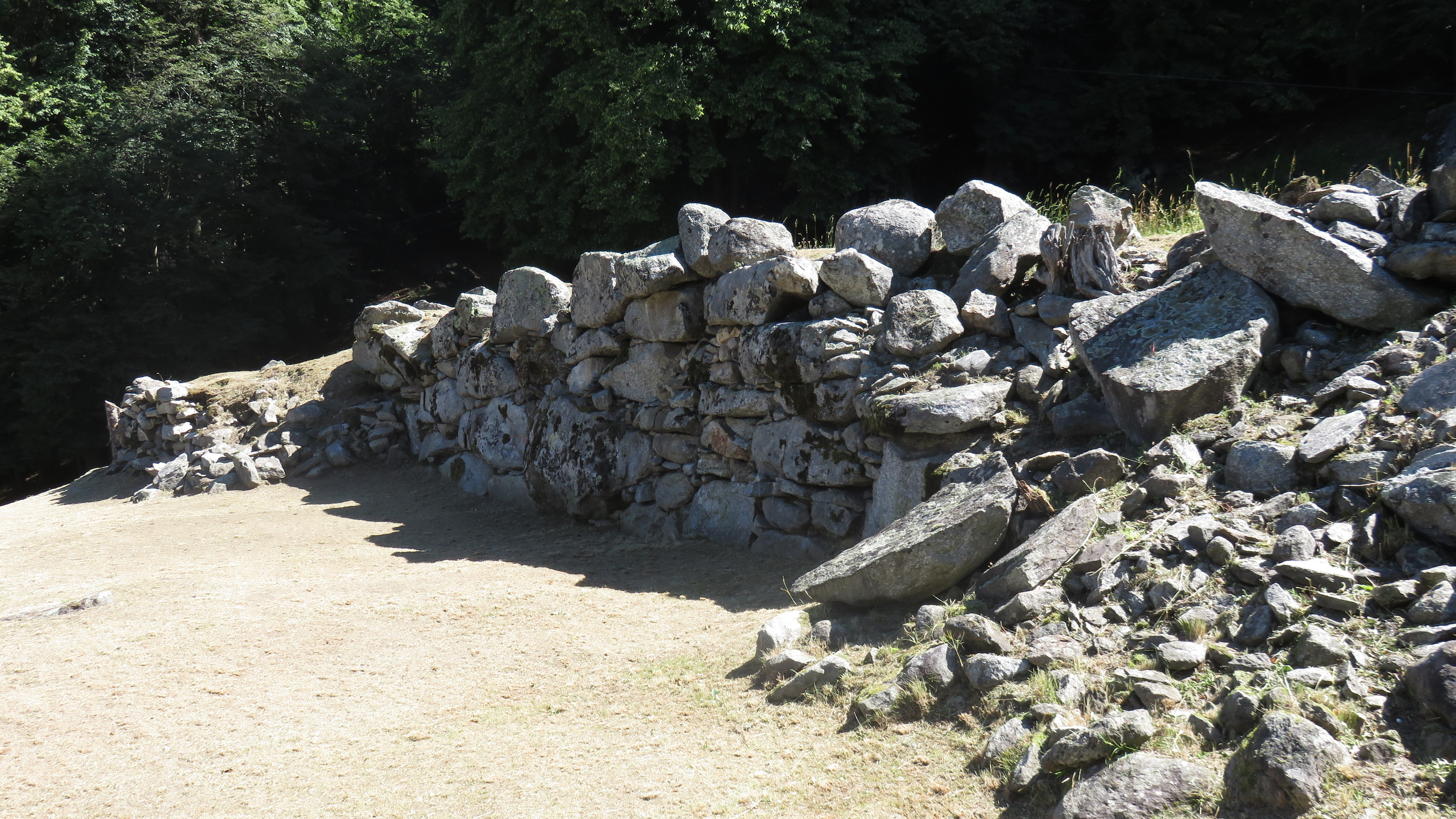
Il Muro del Diavolo

Gli elementi di maggior pregio del patrimonio storico-architettonico sono: la Casa Museo della Montagna, la Casa del Papa (risalente 1576, la tradizione vuole che sia appartenuta alla famiglia di papa Innocenzo IX), la parrocchiale romanica di Santo Stefano Protomartire, contenente le reliquie di Lupercilla, l'oratorio di San Giovanni Battista (con affreschi del XVI secolo), la chiesa di San Giacomo, il santuario della Madonna della Vita (seconda metà del Seicento) e la parrocchiale romanico-gotica di San Giulio.

### Siti archeologici
- La Balma dei Cervi, riparo sotto roccia che presenta varie pitture rupestri.[9]
- Il muro del Diavolo

## Società

### Evoluzione demografica
Abitanti censiti

## Cultura
A Crodo è presente la biblioteca "Vittorio Resta" del Centro studi "Piero Ginocchi", fondata nel 1984.
Dal 1986, la frazione di Emo divenne residenza dell'artista Alberto Longoni, che frequentava il comune antigoriano dagli anni sessanta e morì a Miazzina nel 1991.

### Musei
- Casa museo della montagna
- Negli anni 2010 alla Balma dei Cervi di Crodo è stato dedicato un museo virtuale che permette di visitare il riparo sotto roccia virtualmente.[9][11]

## Economia

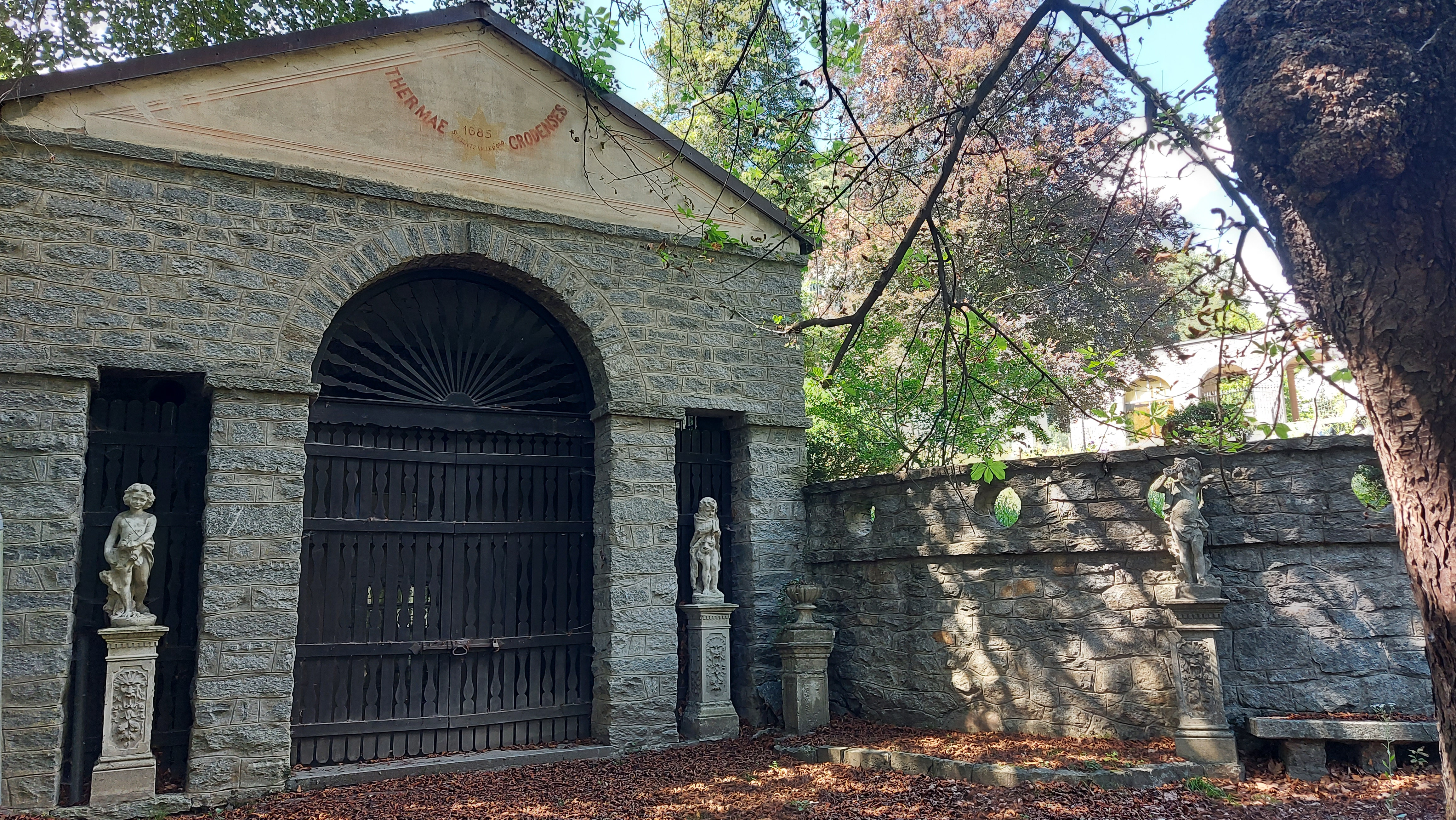
Un edificio del complesso termale

Nel comune si trovano le centrali idroelettriche di Verampio, Crego e Antolina.
Da sempre importante località termale, il comune è famoso per le sue acque minerali. Dal 1931 le acque sono utilizzate per l'imbottigliamento dell'acqua minerale Lisiel e di varie bevande come la Lemonsoda e l'Oransoda. Sempre a Crodo nasce nel 1965 il "Crodino".

## Amministrazione
Di seguito è presentata una tabella relativa alle amministrazioni che si sono succedute in questo comune.
| Periodo        | Periodo        | Primo cittadino     | Partito         | Carica  | Note   |
| -------------- | -------------- | ------------------- | --------------- | ------- | ------ |
| 24 aprile 1995 | 14 giugno 1999 | Elio Vincler        | centro-sinistra | Sindaco | [ 15 ] |
| 14 giugno 1999 | 14 giugno 2004 | Elio Vincler        | lista civica    | Sindaco | [ 15 ] |
| 14 giugno 2004 | 8 giugno 2009  | Gianfranco Peverini | lista civica    | Sindaco | [ 15 ] |
| 8 giugno 2009  | 26 maggio 2014 | Rodolfo Corda       | lista civica    | Sindaco | [ 15 ] |
| 26 maggio 2014 | 25 maggio 2019 | Ermanno Savoia      | lista civica    | Sindaco | [ 15 ] |
| 26 maggio 2019 | 9 Giugno 2024  | Ermanno Savoia      | lista civica    | Sindaco | [ 15 ] |
| 10 Giugno 2024 | in carica      | Pasquale Folchi     | lista civica    | Sindaco | [ 15 ] |

### Altre informazioni amministrative
Fa parte dell'unione montana di comuni Alta Ossola.

## Sport

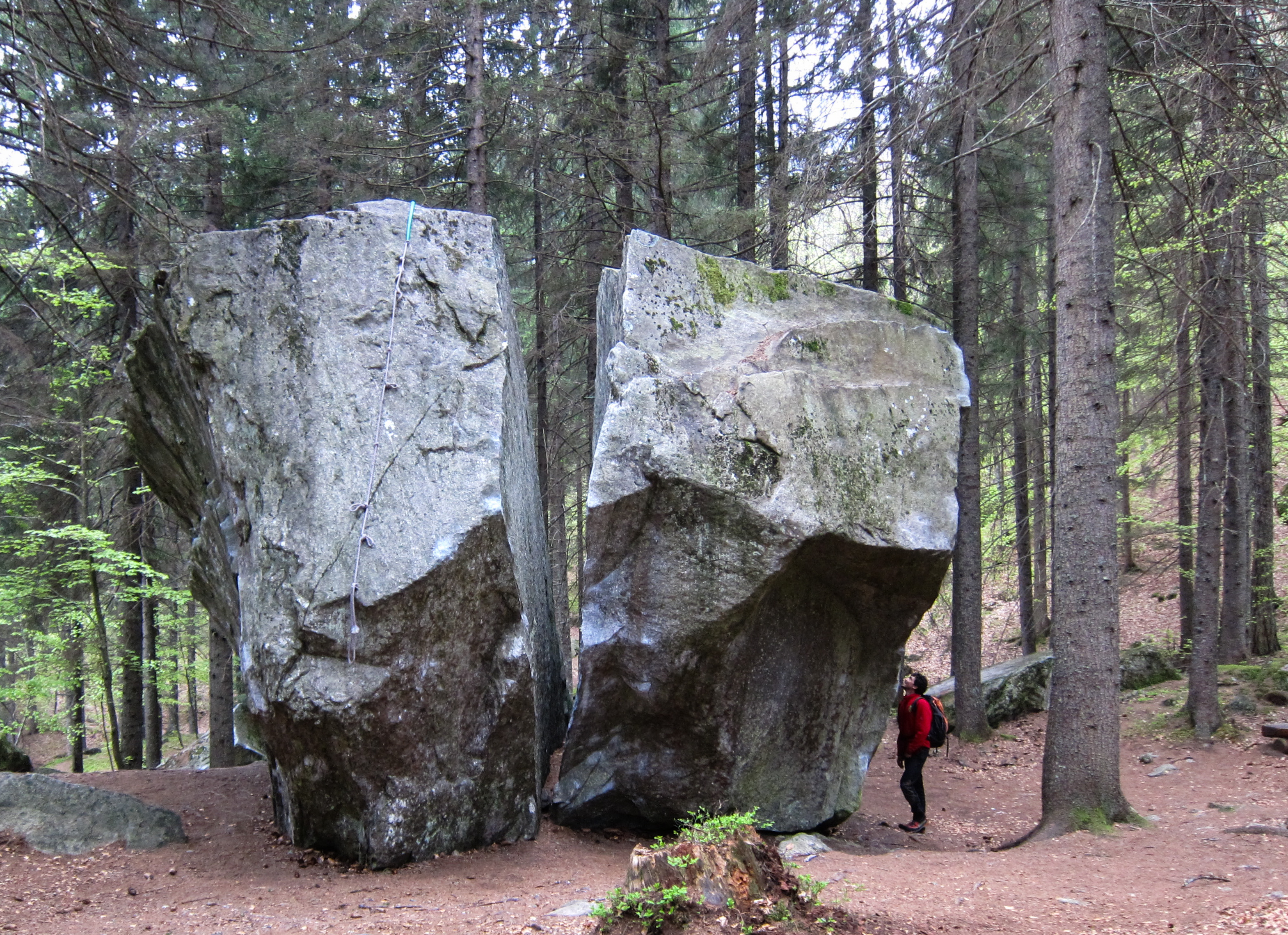
Il Sass Fendù nei boschi di Foppiano di Crodo

Nei boschi della frazione Foppiano si trovano un grande numero di sassi usati dagli arrampicatori per praticare il bouldering. Dalla fine degli anni novanta l'area ha acquisito sempre più popolarità, anche a livello internazionale, grazie a diversi raduni e competizioni di arrampicata svoltesi nella zona. Il masso più famoso dell'area è chiamato Sass Fendù per la sua spaccatura caratteristica.